# シン・ユジン
シン・ユジン（ハングル表記：신유진）は、大韓民国のKBS昌原放送総局所属のアナウンサー。2014年にKBS所属のアナウンサーになった。FM放送で平日午前11時から放送の『11時の音楽室』の司会進行を務めている。